# Gławanowci (obwód Montana)
Gławanowci (bułg. Главановци) – wieś w Bułgarii, w obwodzie Montana, w gminie Georgi Damjanowo. Według Ujednoliconego Systemu Ewidencji Ludności oraz Usług Administracyjnych dla Ludności, miejscowość zamieszkuje 55 mieszkańców.